# Brian Beirne
Brian Beirne (ur. 7 listopada 1946) – amerykański didżej radiowy.

## Wyróżnienia
Posiada swoją gwiazdę na Hollywoodzkiej Alei Gwiazd.